# Гомосексуальность в спорте
Гомосексуа́льность в спо́рте остаётся по сей день табуированной темой. В профессиональном спорте на сегодняшний день практически нет открытых гомосексуалов или бисексуалов. Многие из них заявляют о своей сексуальной ориентации лишь после завершения спортивной карьеры.

## Гендерные стереотипы в спорте
Гетеронормативность, гендерные стереотипы и представления о том, что высокие спортивные достижения непременно связаны с гетеросексуальностью спортсменов, являются характерными для общественного сознания.
В то время как занятия спортом являются непременным атрибутом успешной социализации мальчиков и молодых мужчин, женский спорт считается чем-то выходящим за необходимую сферу женской социализации. Отсутствие интереса к спорту у мужчин и мальчиков считается чем-то необычным и «неестественным».
Например, синхронное плавание считается многими спортсменами «исключительно женским видом спорта». В частности, мужчины до сих пор не допускаются Международным олимпийским комитетом до участия в этом виде спорта, при этом синхронное плавание остаётся единственным олимпийским видом спорта, в котором принимают участие только женщины. Многократные чемпионки мира и олимпийские чемпионки Наталья Ищенко и Светлана Ромашина считают «противоестественным» участие мужчин в этом спорте. Тем не менее мужчины были впервые допущены до участия в синхронном плавании в смешанных дуэтах на чемпионате мира по водным видам спорта в 2015 году в Казани. При этом российский министр спорта Виталий Мутко назвал тогда такое решение ошибочным, глупым и «продавленным некоторой группой стран», так как, по его мнению, синхронное плавание — сугубо женский вид спорта.

## Каминг-аут в мужском спорте

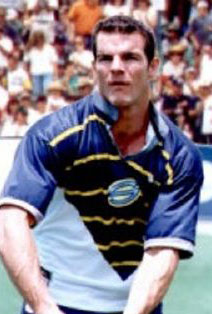
Ян Робертс

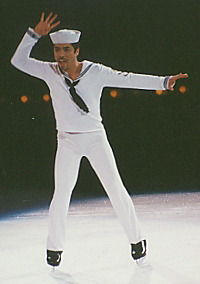
Руди Галиндо
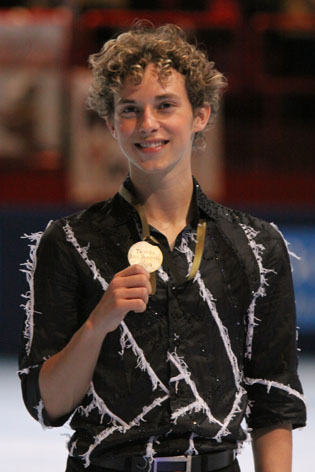
Адам Риппон

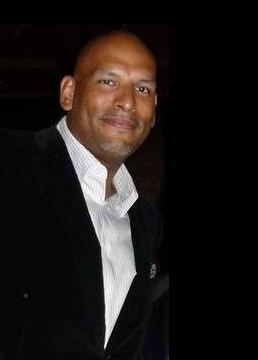
Джон Амаечи
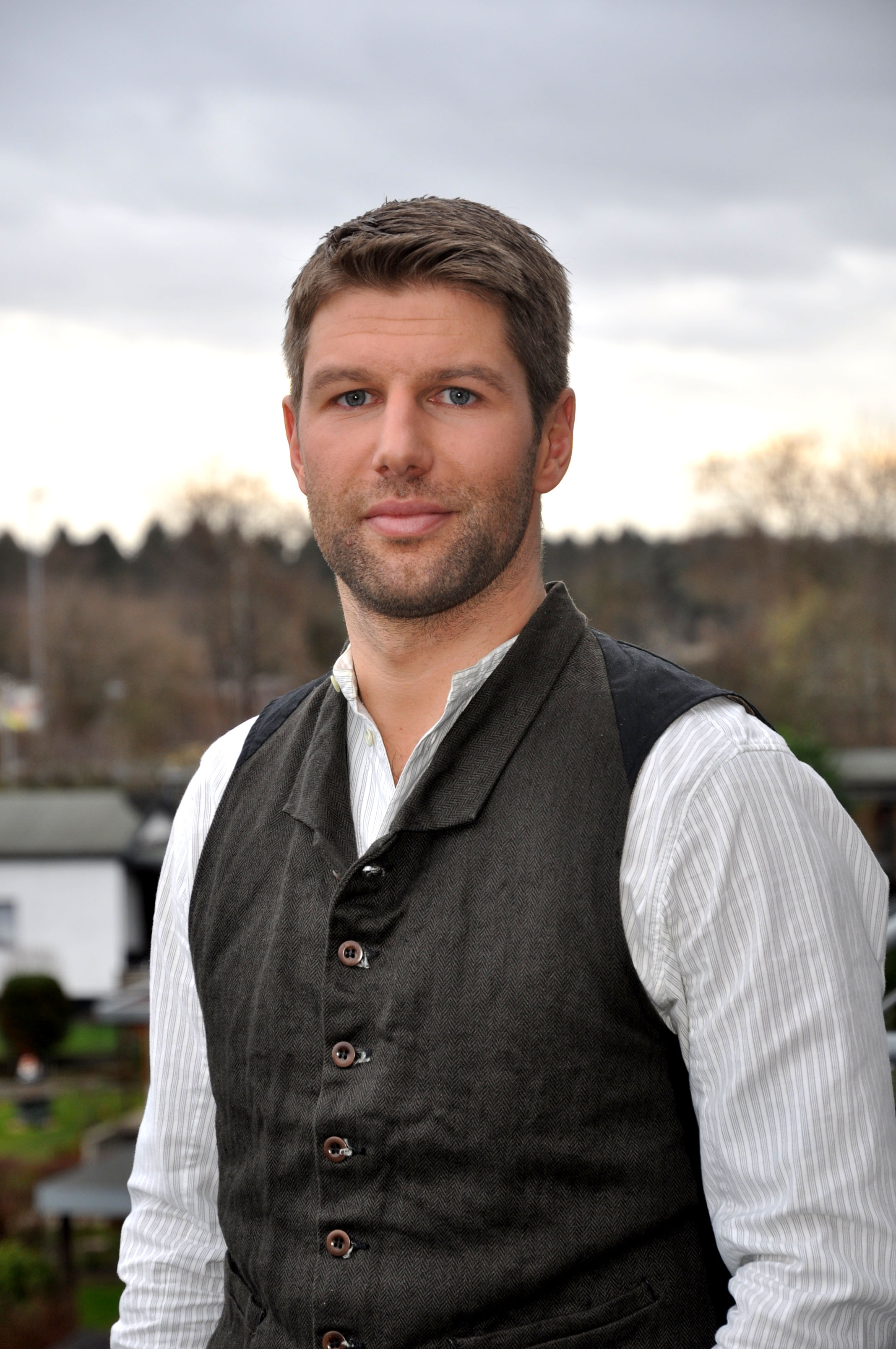
Томас Хитцльспергер

В мужском профессиональном спорте на сегодняшний день практически нет открытых представителей ЛГБТ. Многие спортсмены-геи заявляют о своей сексуальной ориентации лишь после завершения спортивной карьеры.
Проявление любой «слабости» мужчиной-спортсменом может вести к потере его общественного статуса и причислению к геям. Геям-спортсменам часто приписываются женские качества: эмоциональность, мягкость, лёгкая уязвимость, стервозность, брезгливость — то есть стереотипные «женские» качества.
Бельгийский велогонщик Жюстин Лавенс заявил о своей гомосексуальности. 19-летний спортсмен признался в интервью Sportnu, что два года готовился к этому шагу.
Английский футболист Джастин Фашану и австралийский регбист Ян Робертс долгое время являлись единственными примерами геев — спортсменов высшего ранга командных видов спорта, совершившими каминг-аут ещё во время их активной спортивной карьеры.
Бывший профессиональный футболист Томас Битти заявил о своей гомосексуальности в интервью изданию ESPN, став, таким образом, вторым открытым футболистом-геем в истории Великобритании.
Легенда сборной Уэльса и «Кардифф Блюз» Гаррет Томас стал первым британским профессиональным регбистом-геем. В декабре 2009 года Томас публично совершил каминг-аут, что вызвало бурную реакцию в прессе и обществе.
Баскетболист Джейсон Коллинз совершил каминг-аут в апреле 2013 года, став, по информации ESPN, первым гомосексуалом среди действующих спортсменов из ведущих американских спортивных лиг (MLB, NFL, NBA и NHL).
В феврале 2014 года каминг-аут совершил американский футболист Сэм, Майкл, став при этом первым открытым геем в NFL.
Вратарь Йон Ли-Ольсен, выступающий в чемпионате Дании за «Рунгстед Сайер Кэпитал», в 2019 году публично объявил, что он гей, став при этом первым открытым геем из действующих хоккеистов. В след за этим в начале января 2020 года защитник Зак Салливан, выступающий в Британской элитной хоккейной лиге за «Манчестер Шторм» публично признался, что он бисексуал.
В сентябре 2020 года форвард Яник Дюплесси, выступающий за клуб юниорской лиги Квебека «Драммондвилл Вольтижерс», заявил о своей гомосексуальности. Его заявление поддержали люди из мира хоккея, в том числе экс-игрок «Монреаля» Гийом Латендресс и бывший защитник «Тампы» Энрико Чикконе.
Чилийский баскетболист Даниэль Аркос в июне 2020 года совершил каминг-аут в эмоциональном обращении, опубликованном в «Инстаграме».
Голландский гребец Маартен Хуркманс, выигравший в 2019 году серебряную медаль Чемпионата мира, в июне 2020 года совершил каминг-аут как бисексуал. Заявление 22-летний спортсмен опубликовал в Instagram.
В декабре 2020 года Чемпион США по горным лыжам Хиг Робертс заявил о своей гомосексуальности в интервью «New York Times». Спортсмен подчеркнул, что стереотипы, связанные с горными лыжами, слишком долго заставляли его сидеть в шкафу.
В марте 2021 года конькобежец Конор Макдермотт-Мостовой заявил о своей гомосексуальности. 22-летний спортсмен из Вашингтона решил «выйти из шкафа» после того, как одержал две победы на Чемпионате США в Юте.
Бывший игрок сборной Австралии по регби Дэн Палмер заявил о своей гомосексуальности на страницах издания Sydney Morning Herald. Одним из стимулов открыто заявить о своей гомосексуальности для Палмера стали гомофобные высказывания регбиста Исраэля Фолау, который поставил геев в один ряд с ворами, лжецами и прелюбодеями.
Вслед за ним известный в Австралии регбист Курт Кейпвелл дал интервью The Daily Telegraph после того, как в Сети появились кадры 49-минутного гей-порноролика с его участием.
3 января 2021 года американский игрок профессионального регби Девин Ибаньес заявил о своей гомосексуальности и показал бойфренда.
В то же время «выходы из шкафа» геев, участвующих в одиночных видах спорта, появляются значительно чаще — фигуристы Джон Карри и Руди Галиндо, прыгун в воду Дэвид Пичлер или спортсмен по выездке Роберт Дувер, фигурист Адам Риппон, фристайлист Гас Кенуорти.
Бо́льшая часть заявлений о гомосексуальности происходит уже после завершения активной спортивной карьеры, когда давление на спортсмена пропадает. Таким образом заявляли о себе американский теннисист Билл Тилден, американский прыгун в воду Грег Луганис, американский пловец Брюс Хейс, канадский пловец Марк Тьюксбери, американский футболист Дэвид Копэй, британский баскетболист Джон Амаечи, английский велогонщик Грэм Обри и американский футболист Квейн Харрис.
Английский футболист Джастин Фашану является, по-видимому, первым в мире спортсменом высшего ранга, представляющем командный вид спорта, совершившим каминг-аут до завершения своей карьеры. Вместе с тем последствия такого шага оказались для спортсмена трагичными: в 1998 году, через восемь лет после своего каминг-аута, Фашану покончил с собой из-за травли со стороны команды и ложных обвинений в изнасиловании 17-летнего американца.
Восьмая ракетка мира и вице-президент Совета игроков ATP Кевин Андерсон в ответ на вопрос, почему в теннисе нет открытых геев, заявил, что «нетерпимость проявляется в мелочах — в замечаниях вроде „Это так по-гейски“». Энди Маррей, единственный в истории двукратный олимпийский чемпион в мужском одиночном разряде, приветствовал вероятные камин-ауты в мужском теннисе.
Футбол вообще является одним из наиболее «мужских» видов спорта, требующий скорости, силы и выносливости от игроков и предполагающий множество непосредственных телесных контактов между ними. Поэтому футболисты, в том числе и геи, стараются как можно активнее на публике демонстрировать свою гетеросексуальность, что может проявляться в грубом стиле игры, демонстративном появлении в обществе в сопровождении женщин, гомофобных шутках. Тема гомосексуальности до сих пор остаётся полным табу в профессиональном мужском футболе. Каминг-аут может означать конец спортивной карьере, насмешки товарищей по команде и нападки со стороны футбольных фанатов. Так, например, Тони Кроос, полузащитник мадридского «Реала», посоветовал не совершать каминг-аут в футболе действующему футболисту, так как в большинстве случаев это обернётся печальными последствиями, в том числе из-за возможных оскорблений и унижений. В Российской премьер-лиге отношение к спортсменам-гомосексуалам чаще всего резко негативное. Например, Владимир Быстров, бывший защитник «Спартака» и «Зенита» заявил в интервью, что «ужасно относится к геям», Леонид Слуцкий на похожий вопрос о каминг-ауте спортсменов в РПЛ ответил: «К этому не готовы ни общество, ни эти люди».
Защитник лондонского «Арсенала» Эктор Бельерин в общении с ЛГБТ-фанатами клуба рассказал о поддержке сообщества, так как и сам столкнулся с гомофобией пару лет назад. Слова Бельерина были обращены участникам ЛГБТ-фанклуба Gay Gooners. Эта организация была создана более 7 лет назад и включает в себя около 1000 гомосексуальных болельщиков «Арсенала», которые не только вместе ходят на матчи, но и с гордостью надевают футболки и шарфы с цветами любимого клуба на лондонский прайд. Вслед за этим капитан «Манчестер Юнайтед» Гарри Магуайр заявил, что считает честью носить капитанскую повязку в цветах ЛГБТ-флага. Футболист надел повязку во время матча 12-го тура английской Премьер-лиги с «Манчестер Сити».
Немецкая футбольная бундеслига до сих пор официально не имеет ни одного открытого гея. Томас Хитцльспергер стал первым футболистом немецкой высшей лиги, лично объявившем о своей гомосексуальности, хотя и уже после завершения своей карьеры. В интервью в декабре 2020 года Томас сообщил, что хотел совершить каминг-аут ещё когда играл, поскольку считал, что это окажет огромное влияние на борьбу с притеснениями, но его отговорили друзья, посчитав это плохой идеей. Однако первым геем высшей футбольной лиги Германии можно считать сыгравшего в 1970—1973 годах 13 игр в бундеслиге Хайнца Бонна, о гомосексуальности которого стало известно в 1991 году после убийства футболиста мужчиной-проституткой.
В феврале 2021 года Петер Гулачи венгерский футболист, вратарь «РБ Лейпциг» и сборной Венгрии в выступил в поддержку ЛГБТ-сообщества.
В марте 2021 года Дортмундская «Боруссия», «Хоффенхайм», «Шальке», «Вердер», «Фрайбург» и гладбахская «Боруссия» подписали заявление о поддержке коллег-геев всем составом. Также подписи поставили форвард «Гамбурга» Бобби Вуд, нападающий «Униона» Макс Крузе, игрок «Кельна» Йонас Хектор и защитник «Герты» Никлас Штарк.
В мае 2021 года полузащитник «Баварии» Леон Горецка приветствовал камин-ауты в профессиональном футболе. По его словам, оценивать игроков нужно не из-за их сексуальной ориентации, а по уровню мастерства.
В октябре 2021 года австралийский футболист Джош Кавалло, играющий за клуб «Аделаида Юнайтед», объявил о своей гомосексуальности, став единственным в мире на данный момент открытым геем среди профессиональных футболистов, играющих на высшем уровне.
В феврале 2013 года в своём блоге совершил каминг-аут американский футболист национальной лиги Робби Роджерс, одновременно заявив об уходе из спорта.
Тема гомосексуальности остается отчасти табуированной и в рамках смешанных единоборств, однако промоушен Ultimate Fighting Championship открыто поддерживает ЛГБТ-движение. Например, бойцы традиционной сексуальной ориентации снимаются в гей-журналах, а промоушен запустил коллекцию футболок с надписью We are all fighters — Мы все бойцы.
В хоккее отношение к гомосексуальности неоднозначное. С одной стороны, считается, что хоккей «слишком уж мужская игра, слишком она, гомофобская по своему содержанию», с другой стороны, многие профессиональные спортсмены нейтрально или хорошо относятся к геям. Вместе с тем НХЛ установила партнёрское соглашение с организацией The You Can Play Project, сотрудничающей с ЛГБТ-спортсменами. В рамках партнёрства НХЛ назначила в каждой команде по игроку, который будет представлять интересы гомосексуальных коллег.
В ноябре 2020 года Бэйн Петтингер стал первым открытым геем среди хоккейных агентов НХЛ. Камин-аут канадец совершил в интервью изданию The Athletic. Решение Бэйна поддержали такие известные хоккеисты, как Конор МакДэвид и Сидни Кросби.
В апреле 2021 года в Израиле футбольный матч высшей лиги впервые провела арбитр Сапир Берман, являющаяся транс-женщиной. Ранее 26-летняя рефери совершила камин-аут как транс-женщина.
В июне 2021 года линейный игрок «Лас-Вегас Рейдерс» Карл Нассиб стал первым открытым представителем ЛГБТ-сообщества среди действующих игроков НФЛ. О своём каминг-ауте он сообщил в Инстаграме. В декабре 2021 года футболист принял участие в благотворительной кампании «Мое дело — мои бутсы», цель которой — повышение осведомленности о проблемах ЛГБТ-сообщества.
В июне 2021 года один из четырёх клубов Рио-де-Жанейро «Васко да Гама» поддержал ЛГБТ-сообщество, изменив командную форму, добавив на неё радужные символы.
В июле 2021 года канадский хоккеист Национальной хоккейной лиги клуба «Нэшвилл Предаторз» Люк Прокоп совершил каминг-аут. Свое заявление 19-летний игрок опубликовал в Twitter. Таким образом, он стал первым действующим хоккеистом-геем в НХЛ. Решение игрока поддержали как его партнёры по команде, так и другие клубы лиги. В рамках поддержки заявления игрока НХЛ пожертвует 100 тысяч долларов ЛГБТК+ организациям.

## Лесбиянки и женский спорт

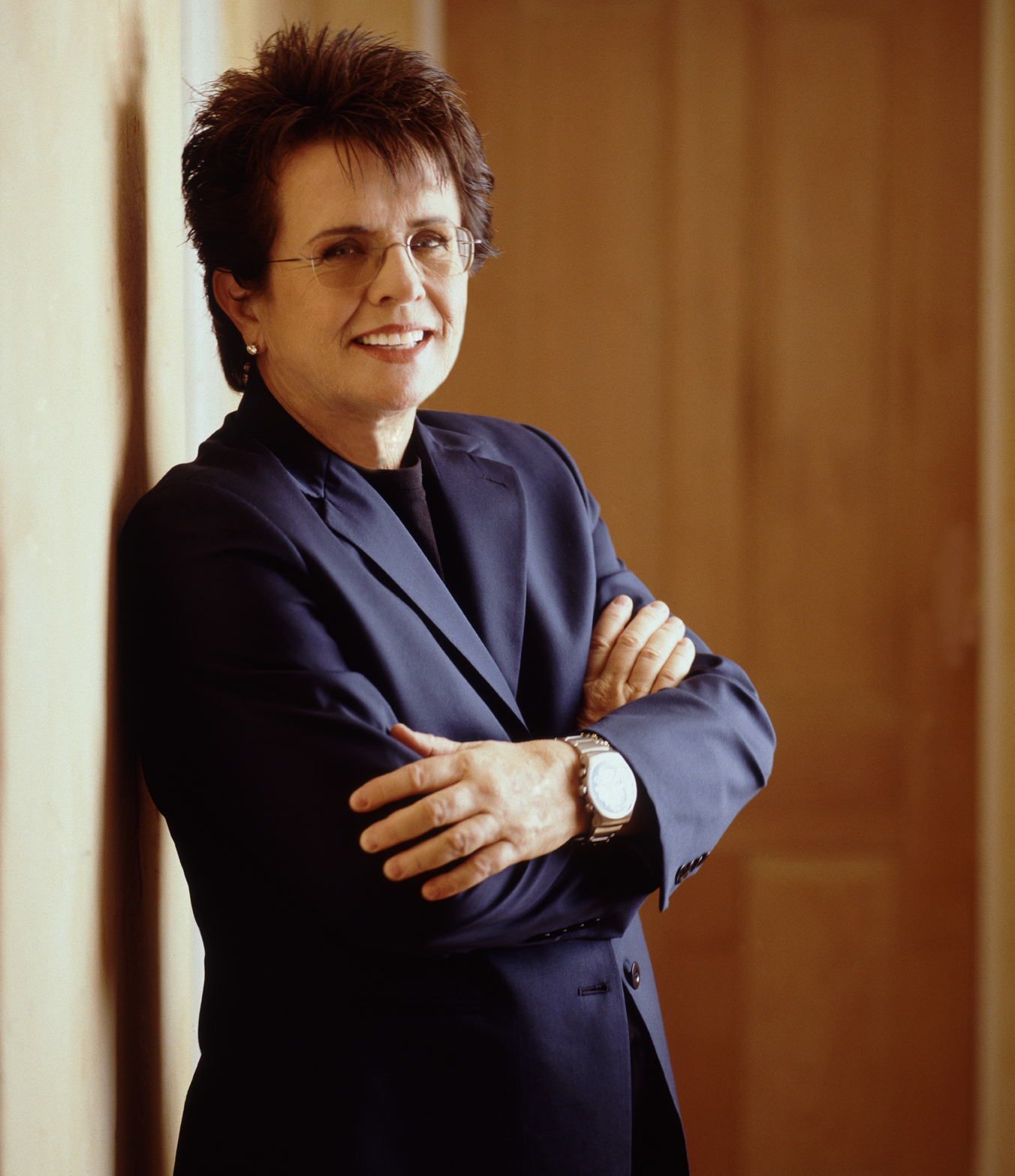
Билли Джин Кинг
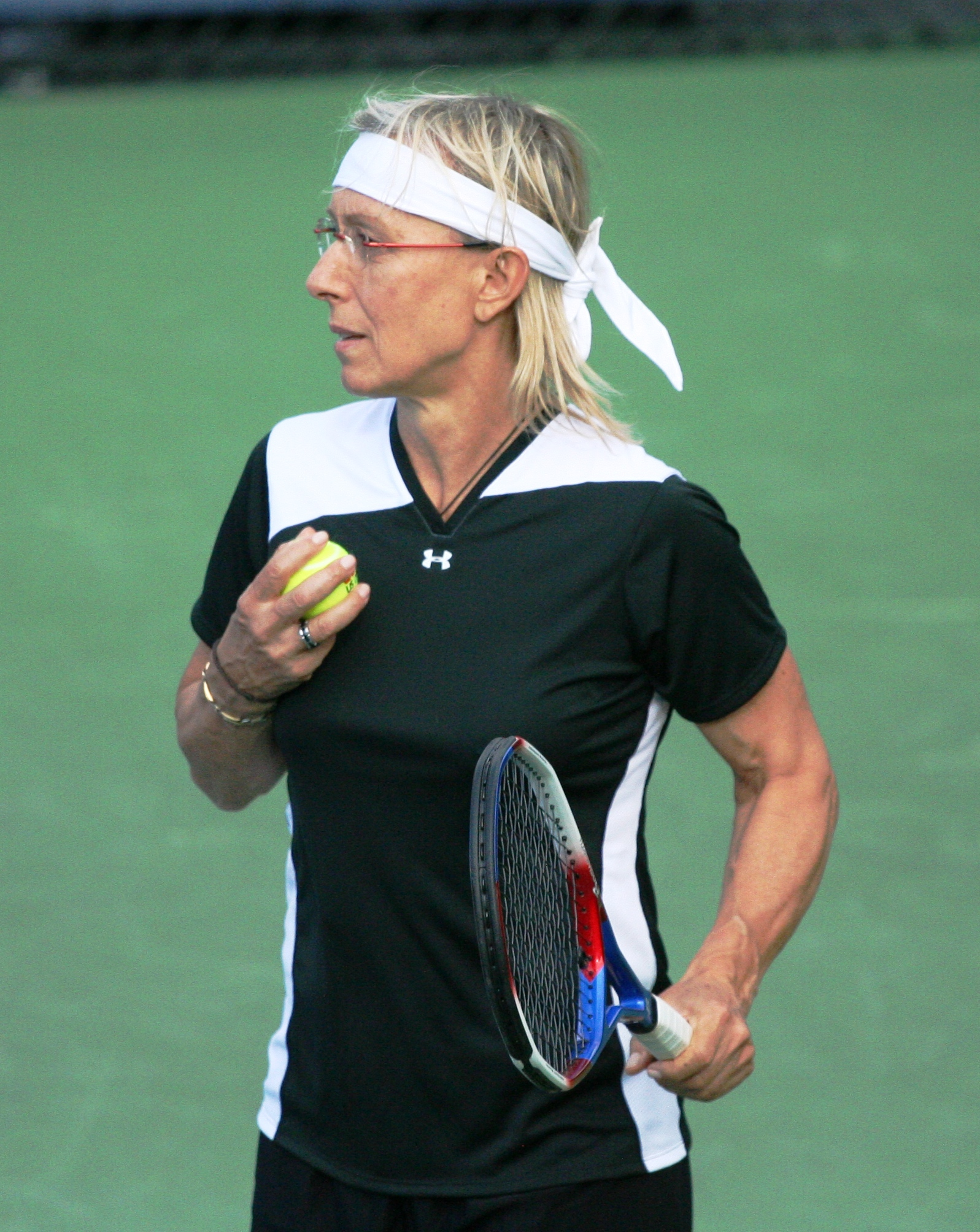
Мартина Навратилова

Женщинам-спортсменкам, независимо от их ориентации, также часто приходится явно утверждать свою гетеросексуальность и постоянно подчёркивать свою женственность, чтобы не быть принятыми за лесбиянок, ввиду того, что спортсменки нередко могут выглядеть несколько более мускулистыми и брутальными, соответствуя тем самым стереотипным представлениям о внешнем виде лесбиянок. Подозрения в лесбиянстве или даже появление подобных слухов могут губительно отразиться на спортивной карьере.
Хотя американская легендарная легкоатлетка и гольфистка Бейб Захариас никогда не совершала каминг-аута, её жизнь, на протяжении которой ей нередко приходилось противостоять общественному мнению, называющему её спортивные достижения «неестественными» для женщины, вдохновляла впоследствии многих американских лесбиянок.
Знаменитая американская теннисистка Билли Джин Кинг признала свою гомосексуальность лишь в 1998 году через много лет после завершения спортивной карьеры, однако в 2000 году стала спортивным тренером и первым олимпийским тренером — открытой лесбиянкой. Теннисная икона Мартина Навратилова долгое время боролась со слухами о своей гомосексуальности. Когда же правда вышла наружу, она стала активно выступать за права ЛГБТ. Для обеих женщин их камин-ауты обернулись большими финансовыми потерями. Кинг потеряла все спонсорские контракты. Навратилова, несмотря на то, что она является рекордсменкой по количеству побед, получает меньше спонсорских контрактов, чем любые другие её коллеги — мужчины или женщины.
Однако имеются и обратные примеры. Так, совершившая в 2005 году каминг-аут знаменитая американская баскетболистка Шерил Свупс получила полную поддержку от WNBA и своего основного спонсора Nike.
Женский футбол, как никакой другой женский вид спорта, привлекает лесбиянок. Часто сексуальная ориентация спортсменок хорошо известна их команде и клубу, однако от них требуют сокрытия этой информации от общественности. Таким образом, лесбиянки подвержены меньшему давлению, чем футболисты-геи, которым нужно скрывать свою ориентацию даже в собственной команде.
Вратарь женской команды «Атлетико» Полин Пейро-Маньин стала первой открытой лесбиянкой в сборной Франции. В августе 2020 года футболистка совершила камин-аут, опубликовав в соцсетях фото со своей девушкой.
По статистике, собранной УЕФА, более 40 участниц женского чемпионата мира-2019 (игроки и тренеры) открыто заявляли о своей нетрадиционной сексуальной ориентации.
Канадская пловчиха Марта МакКейб, участница двух Олимпийских игр в 2012 и 2016 годах, бронзовый призёр Чемпионата мира 2011 года, совершила каминг-аут в июле 2020 года.
Бразильская футболистка Марта Силва, нападающая, которая считается одной из лучших футболисток в мире, и американская футболистка Тони Прессли, в 2012—2013 годах игравшая в России за «Рязань-ВДВ», в начале 2021 года объявили о помолвке.

## Списки известных гомосексуальных и бисексуальных спортсменов
Списки известных и титулованных гомосексуальных и бисексуальных спортсменов регулярно публикуются в СМИ.

### Мужчины

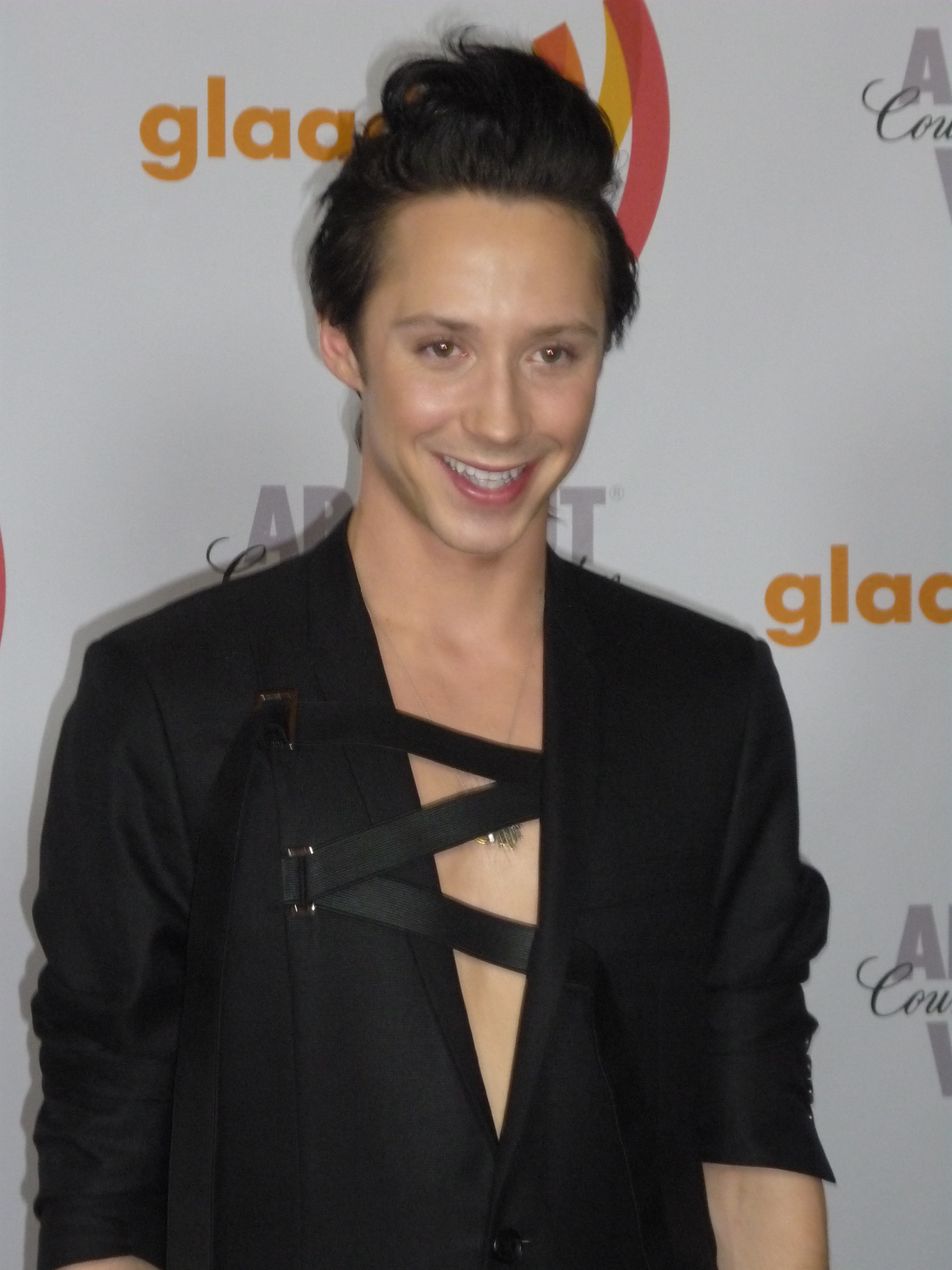
Джонни Вейр
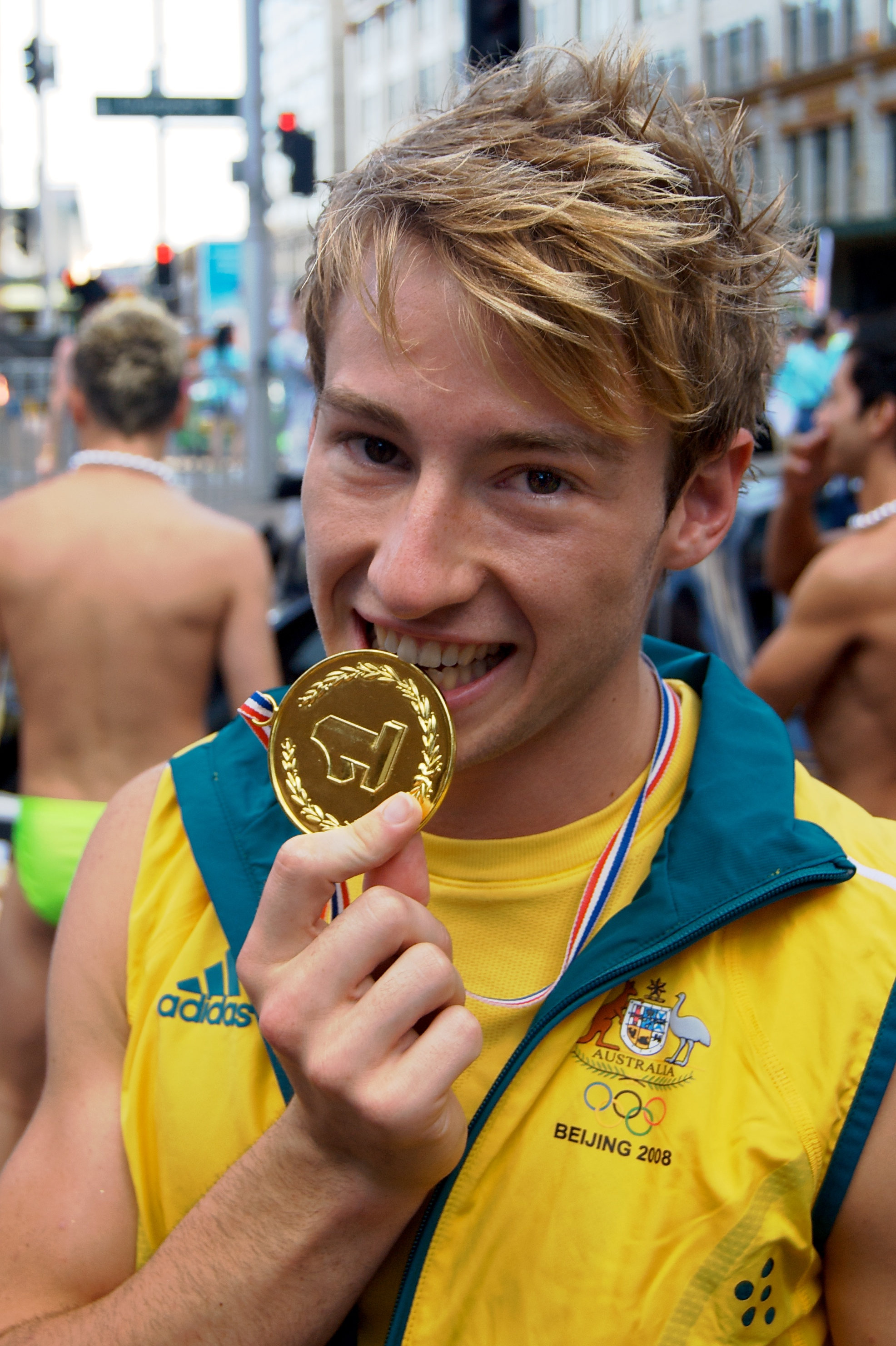
Мэттью Митчем

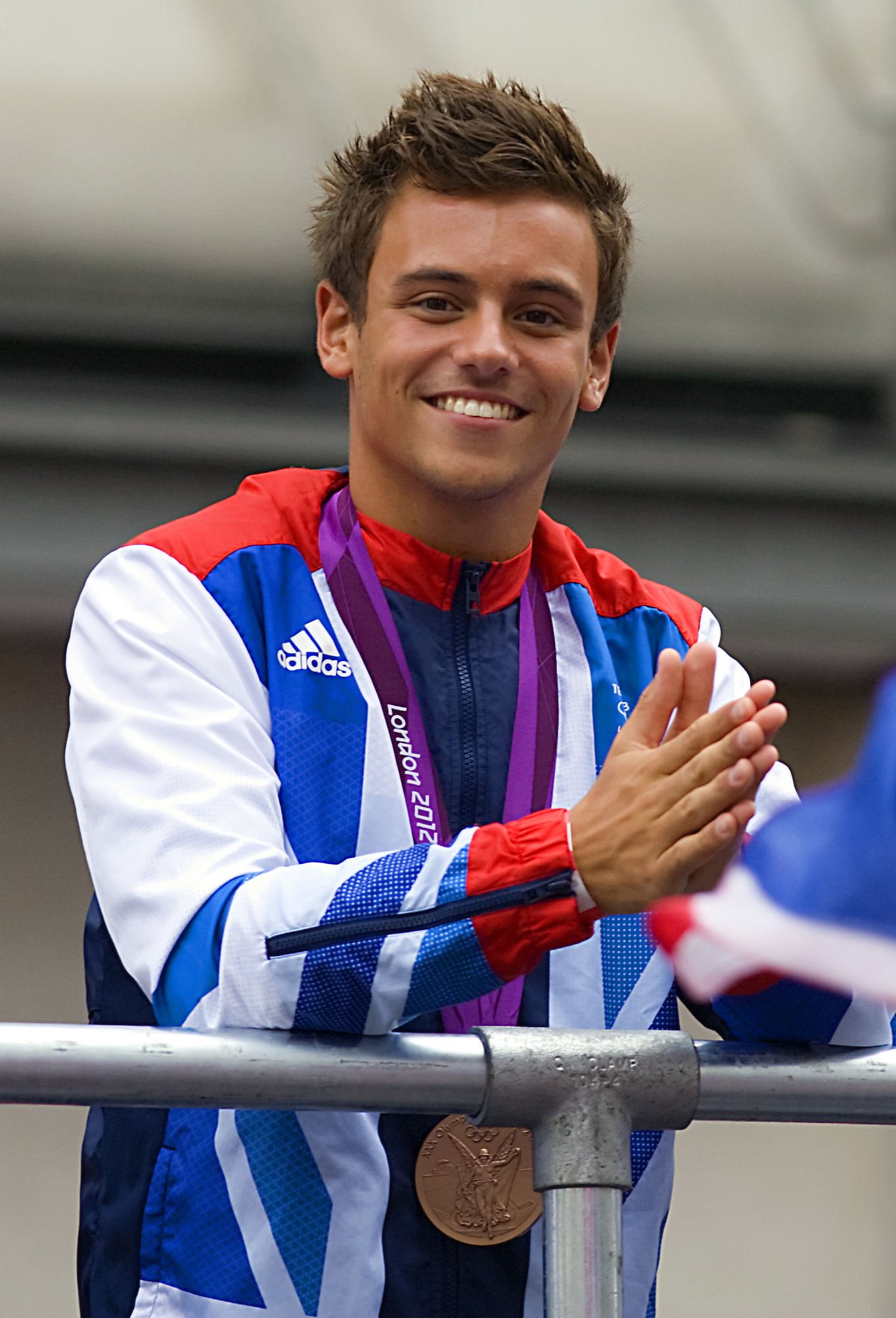
Томас Дейли
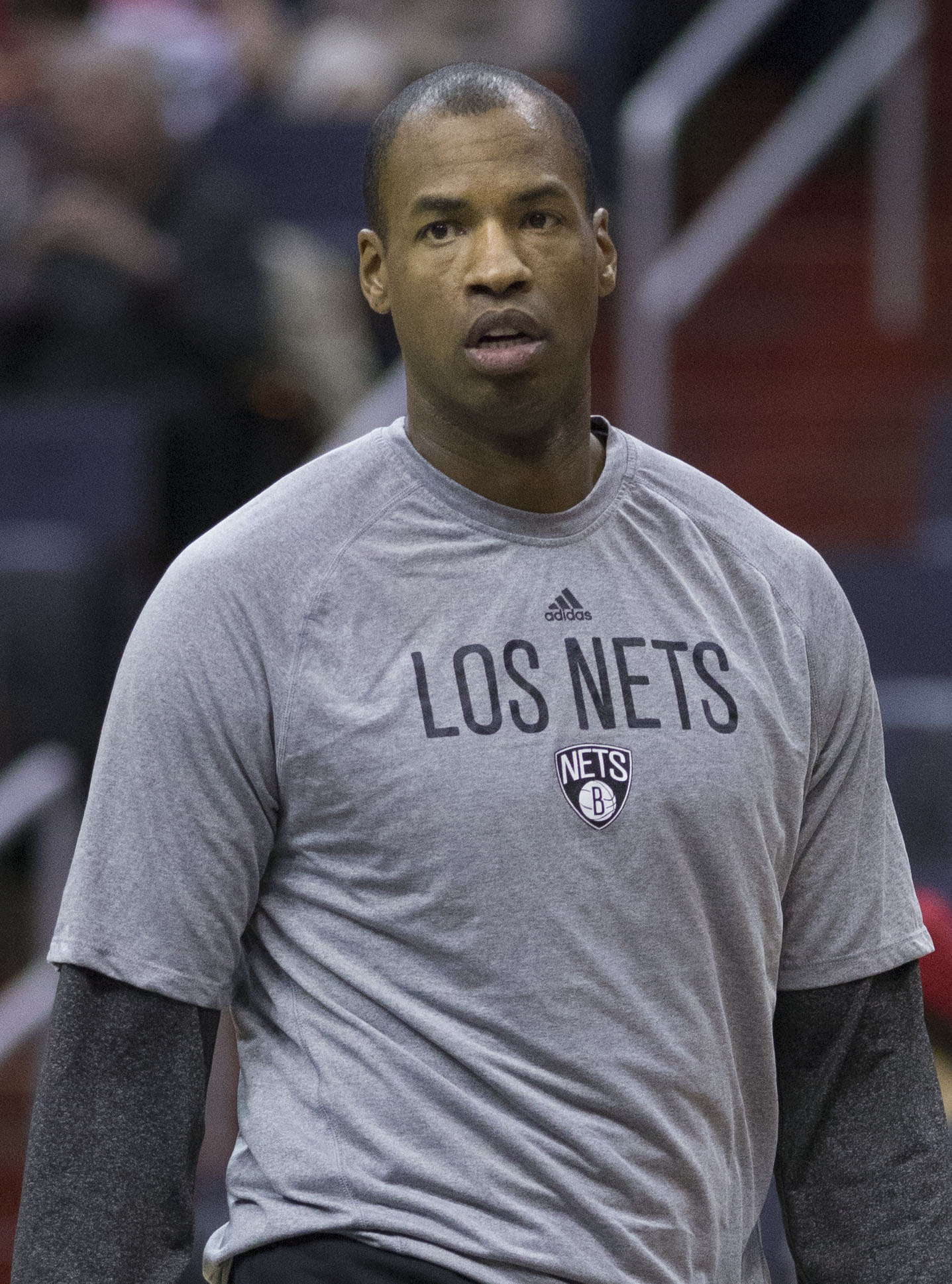
Джейсон Коллинз

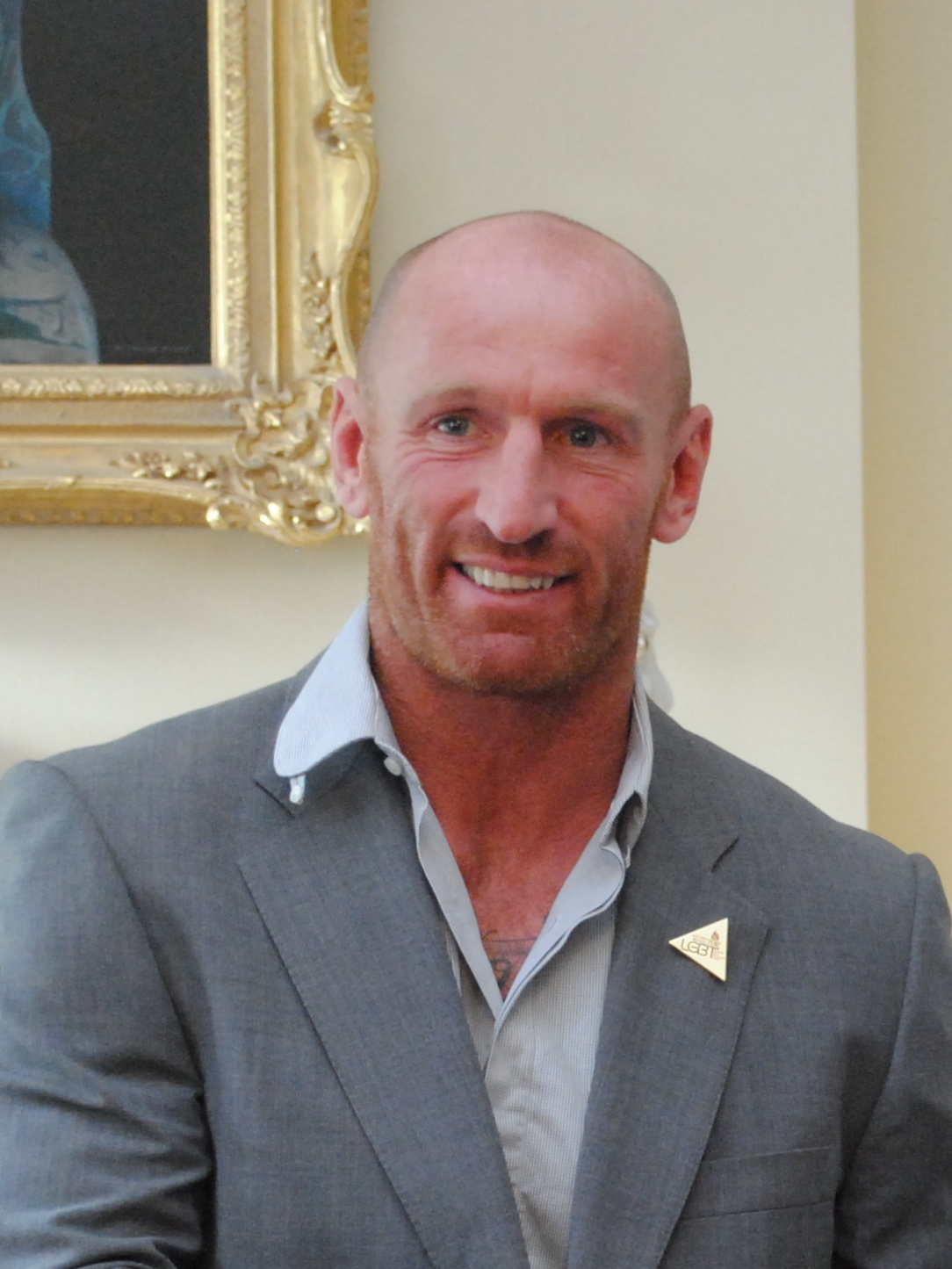
Гаррет Томас
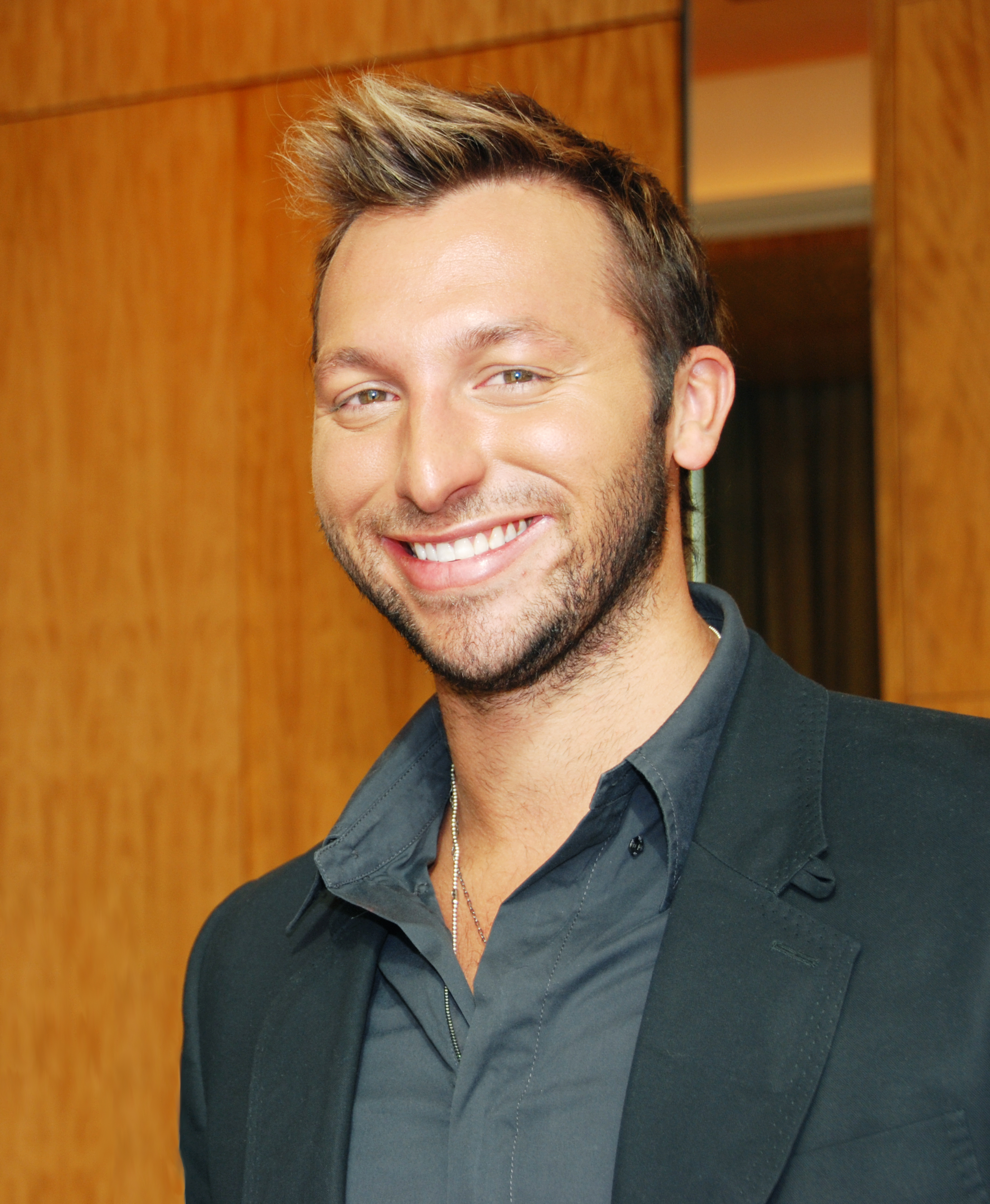
Иан Торп

- Аллумс, Кай[англ.] — наставник ЛГБТ-молодёжи, игрок в женской баскетбольной команде до совершения трансгендерного перехода[75]
- Амаечи, Джон — британский баскетболист, игрок НБА[70]
- Берк, Гленн[англ.] — американский баскетболист[74]
- Бойтано, Брайан — американский фигурист, чемпион мира, олимпийский чемпион[71]
- Бушбаум, Балиан — немецкий тренер, выступавший в прыжках с шестом до совершения трансгендерного перехода[75]
- Вейр, Джонни — американский фигурист, чемпион США, участник Олимпийских игр[68]
- Гордон, Деррик[англ.] — американский баскетболист[74]
- Дейли, Томас — британский прыгун в воду, чемпион мира, олимпийский чемпион[68]
- Де Фалко, Джонатан[нем.] — бельгийский футболист клуба «Мехелен»[70]
- Джонстон, Гас[англ.] — австралийский хоккеист на траве[75]
- Дувер, Роберт[англ.] — американский мастер конной выездки, бронзовый призёр чемпионатов мира и Олимпиады[75]
- Дэвис, Уэйд[англ.] — американский бейсболист[75]
- Коллинз, Джейсон — американский баскетболист НБА[69]
- Копэй, Дэвид[англ.] — американский футболист НФЛ[70]
- Крус, Орландо — пуэрто-риканский боксёр-профессионал, участник Олимпийских игр[69]
- Луганис, Грег — американский прыгун в воду, олимпийский чемпион, чемпион мира[68]
- Митчем, Мэттью — австралийский прыгун в воду, олимпийский чемпион[68]
- Пичлер, Дэвид[англ.] — американский прыгун в воду, участник Олимпийских игр[71]
- Роджерс, Робби — американский футболист сборной США[69]
- Симмонс, Рой[англ.] — американский футболист НФЛ[74]
- Смит, Джерри — американский футболист[74]
- Сэм, Майкл[англ.] — американский футболист НФЛ[73]
- Тесто, Дэвид — американский футболист[74]
- Томас, Гаррет[англ.] — английский регбист сборной Уэльса[69]
- Торп, Иан — австралийский пловец, олимпийский чемпион[68]
- Тьюксбери, Марк — канадский пловец, олимпийский чемпион[71]
- Туаоло, Эсера[англ.] — американский футболист[74]
- Урбан, Маркус[нем.] — немецкий футболист, автор книги о гяех в футболе[72]
- Фашану, Джастин — английский футболист, включён в Зал славы клуба «Норвич Сити»[70]
- Квейм Харрис[англ.] — американский футболист НФЛ[75]
- Хитцльспергер, Томас — немецкий футболист сборной Германии[68]
- Юнгберг, Фредрик — шведский футболист[70]

### Женщины

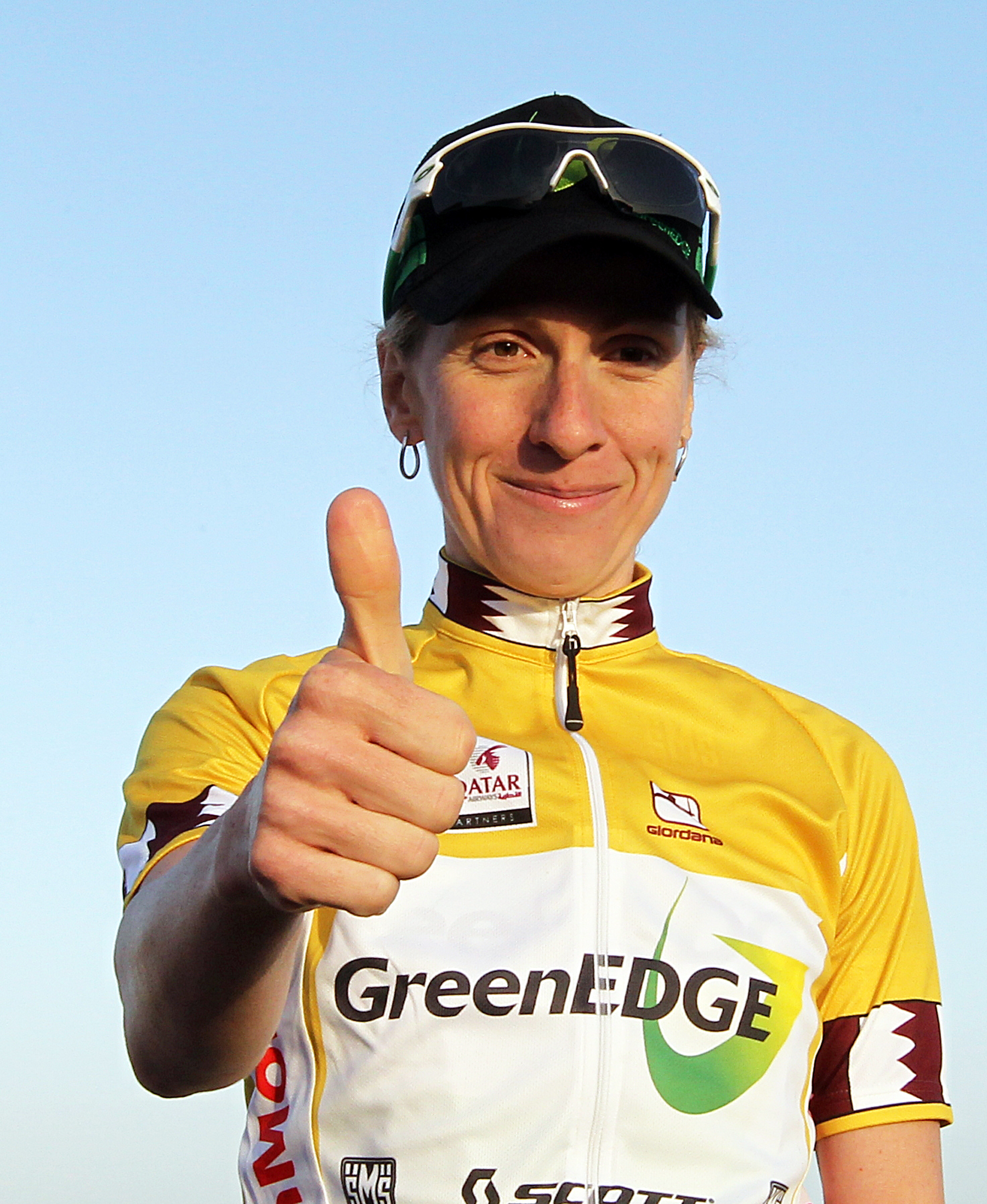
Юдит Арндт
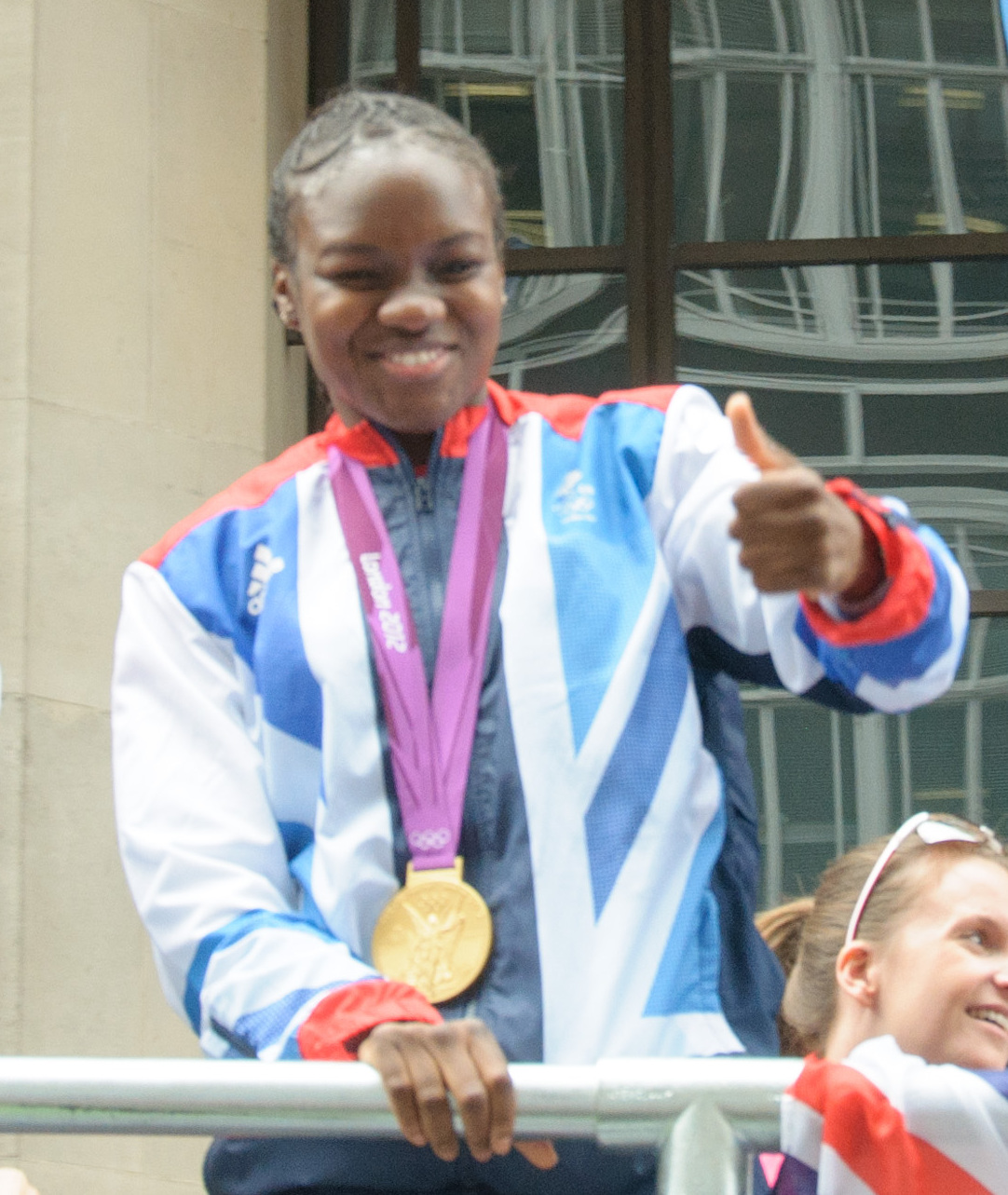
Никола Адамс

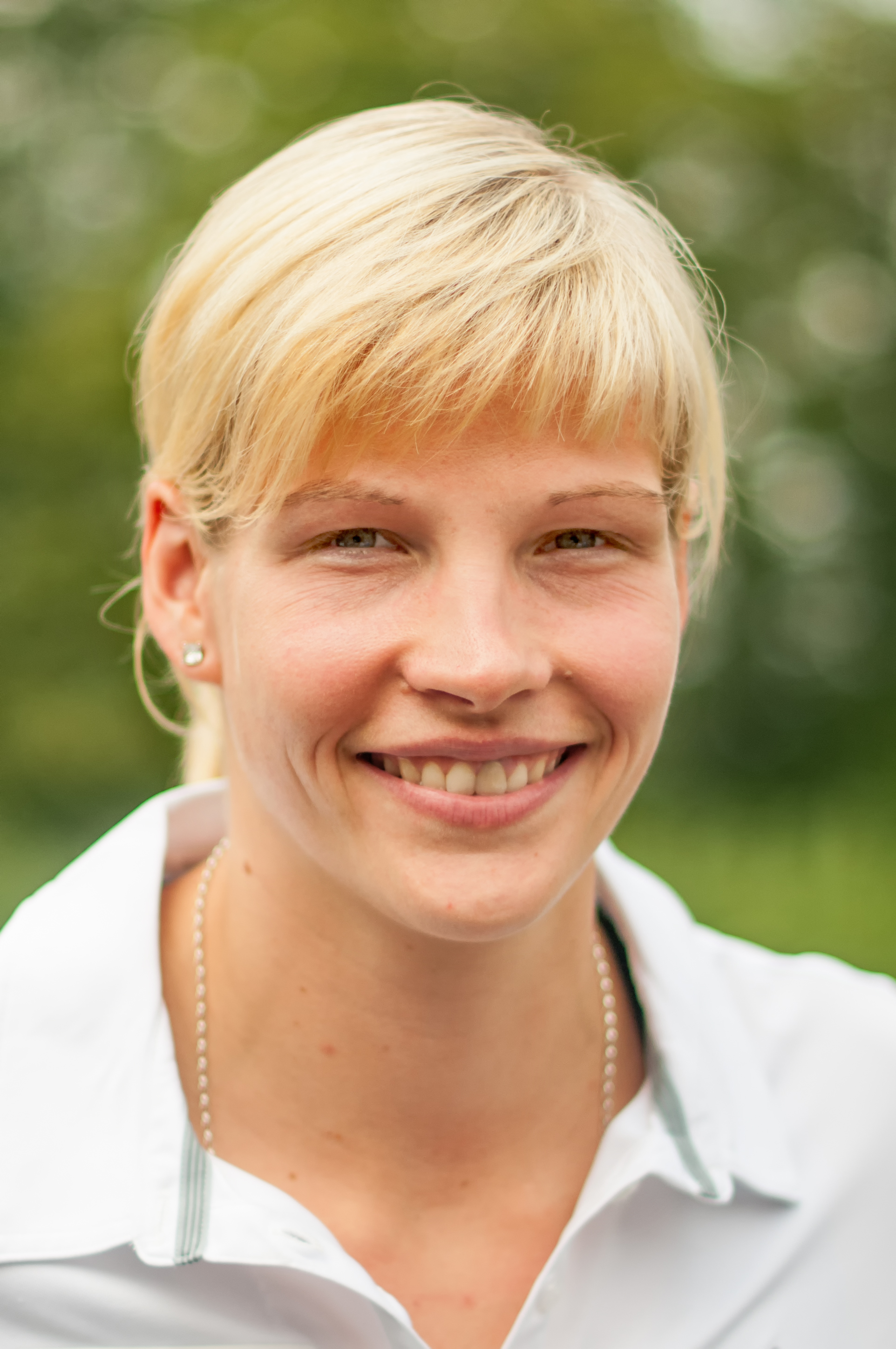
Надин Мюллер
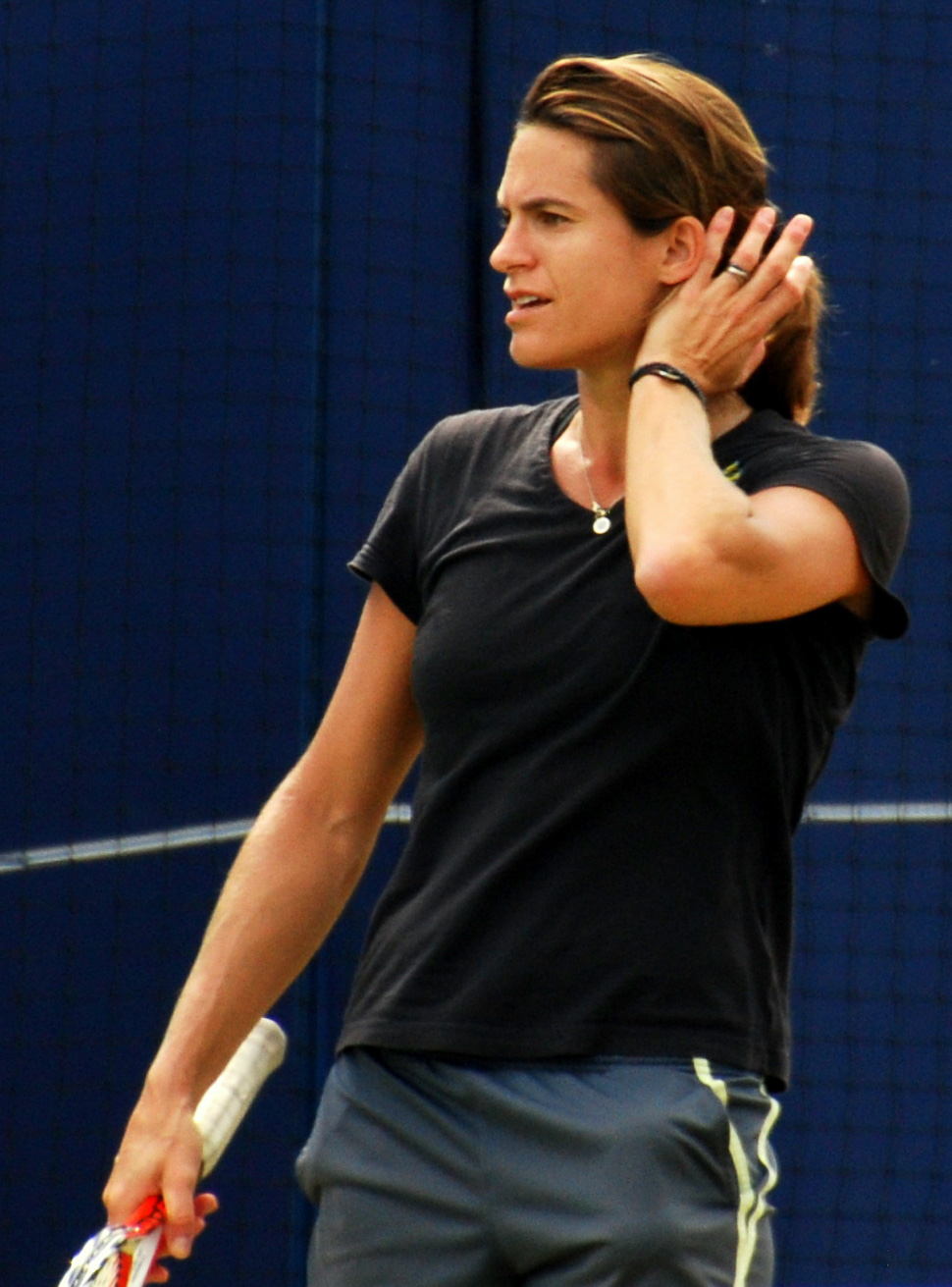
Амели Моресмо

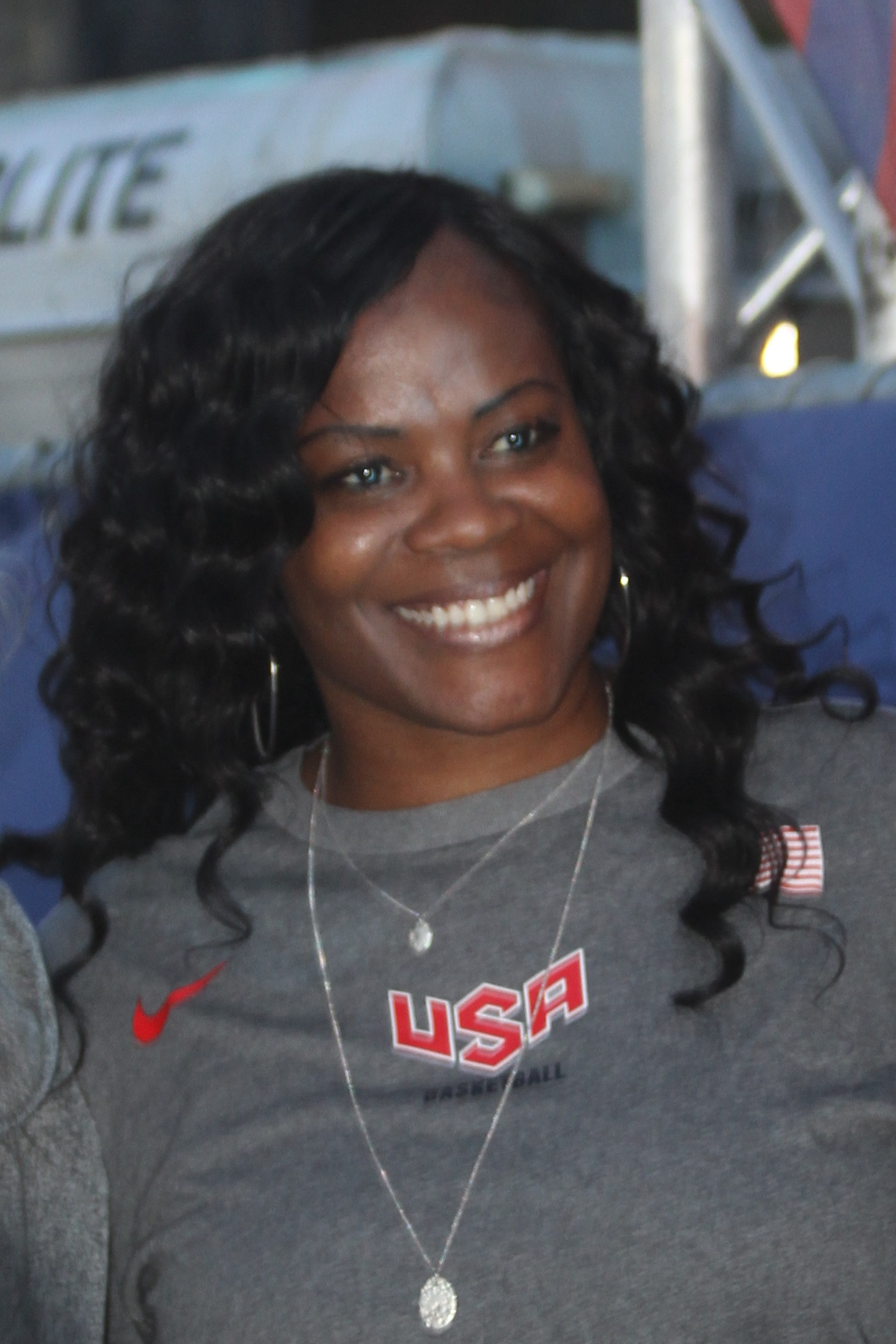
Шерил Свупс
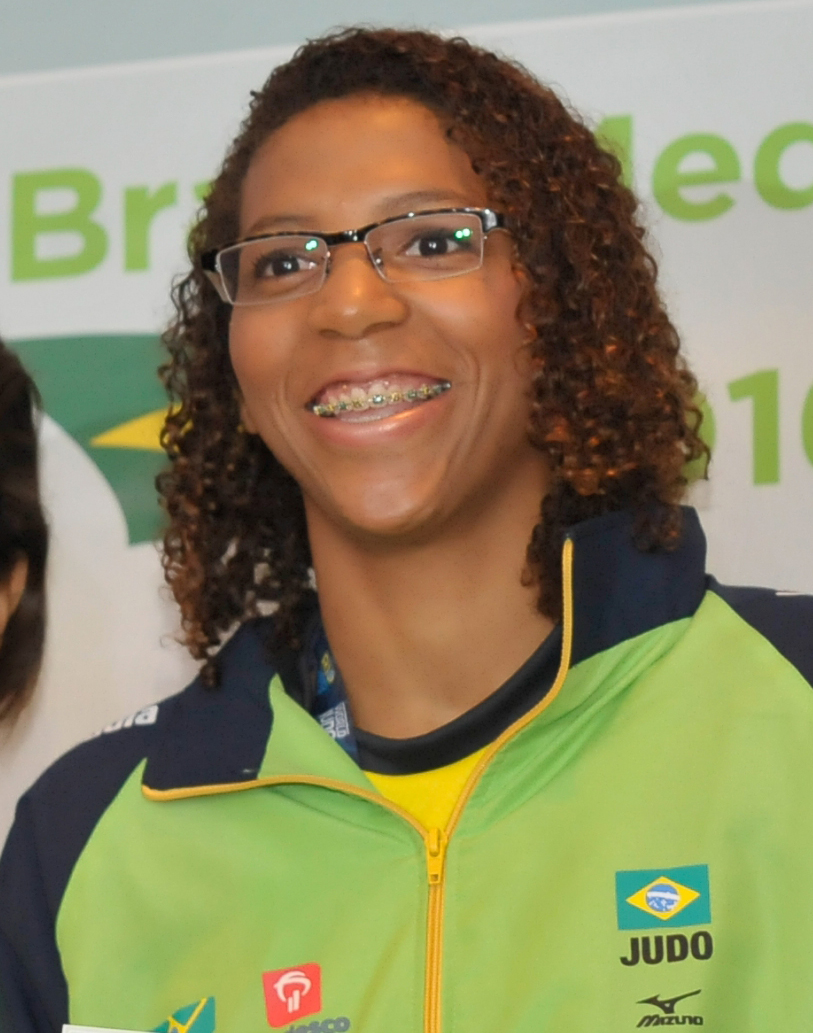
Рафаэла Сильва

- Ангерер, Надин — немецкая футболистка, обладательница «Золотого мяча ФИФА»[72]
- Арндт, Юдит — немецкая велогонщица, многократная чемпионка мира, серебряный олимпийский призёр[72]
- Бруни, Ракель — итальянская пловчиха, серебряный олимпийский призёр[76]
- Вайянкур, Сара — канадская хоккеистка[75]
- Грайнер, Бриттни — американская баскетболистка, чемпионка мира, олимпийская чемпионка[74]
- Делле Донн, Елена — американская баскетболистка, олимпийская чемпионка[77]
- Джонс, Рози[англ.] — американская гольфистка[75]
- Джонс, Штеффи — немецкая футболистка женской сборной Германии[72]
- Долсон, Стефани — американская баскетболистка, олимпийская чемпионка по баскетболу 3×3 (2020)[78]
- Дуплитцер, Имке[нем.] — немецкая фехтовальщица, чемпионка Германии, участница Олимпийских игр[73]
- Кахоу, Кейтлин[англ.] — американская хоккеистка, участница Олимпийских игр[73]
- Кинг, Билли Джин — американская теннисистка, рекордсменка по числу побед на Уимблдонском турнире[73]
- Клосс, Илана — южноафриканская теннисистка[75]
- Маккатри, Энджел — американская баскетболистка, чемпионка мира, олимпийская чемпионка[79]
- Моресмо, Амели — французская теннисистка, первая француженка, которой удалось стать первой ракеткой мира[75]
- Мюллер, Надин — немецкая легкоатлетка, серебряный призёр чемпионата мира[72]
- Навратилова, Мартина — чешская теннисистка, обладательница множества титулов в теннисе[72]
- Рапино, Меган — американская футболистка, участница Олимпийских игр[74]
- Ричардс, Рене — американская теннисистка[74]
- Свупс, Шерил — американская баскетболистка, олимпийская чемпионка[74]
- Силва, Рафаэла — бразильская дзюдоистка, чемпионка мира, олимпийская чемпионка[80]
- Холл, Урсула — немецкая футболистка, чемпионка мира и Европы, бронзовый олимпийский призёр[72]

## ЛГБТ-спортсмены и Олимпийские игры
Популярны также списки открытых геев, лесбиянок и бисексуалов, принимающих участие в Олимпийских играх. Согласно данным издания Outsports, Летняя Олимпиада в Рио-де-Жанейро стала рекордной по количеству открытых ЛГБТ-спортсменов. В частности, издание приводит как минимум 53 имени участников Олимпиады. Сообщается, что в предыдущей Олимпиаде в Лондоне принимали участие как минимум 23 ЛГБТ-спортсмена.
142 открытых ЛГБТ-спортсмена примут участие в летних Олимпийских играх 2020 года в Токио — это рекордное число в истории Игр, сообщает Out Sports. ЛГБТ-олимпийцы представят 25 стран. Больше всего таких спортсменов в команде США (34), затем следуют Канада (16), Великобритания (15), Нидерланды (14), Австралия (10), Новая Зеландия и Бразилия (9). 9 ЛГБТ-спортсменок и 2 ЛГБТ-спортсмена завоевали медали на Олимпиаде 2020 года.